# 女傑の導き
『女傑の導き』（じょけつのみちびき）は、BS11で2011年4月6日から同年6月29日まで毎週水曜日23:30 - 24:00（JST）に放送されていたトーク番組。全13回。

## 概要
番組では“女傑”を「繊細な感性と優れた知恵を持ち並外れた実行力で成功を手にした女」と定義。毎回、様々な分野で活躍する女性1組を招き、仕事の流儀や成功の秘訣に迫る。
収録場所には都内のバーが使われ、出演者4人がカウンターに横並びに座った状態でトークが展開される。
話の引き出し役は、おもに島田が務める。トークの終わりでは、蛭子が自筆イラストで色紙に表現した番組の感想を述べる。
レギュラー出演者3人は毎回正装で出演した（島田はスーツ、藤井はドレス、蛭子はボウタイ、ウェストコート着用でバーテンダー風）。

## 出演者
MC
- 島田雅彦（作家）
- 蛭子能収（漫画家）

アシスタント
- 藤井美加子（女優）

## 放送リスト
| 回 | 放送日        | ゲスト                                                     |
| -- | ------------- | ---------------------------------------------------------- |
| 1  | 2011年4月6日  | 徳永優子（ヘアスタイリスト）                               |
| 2  | 2011年4月13日 | ダンプ松本（女子プロレスラー）                             |
| 3  | 2011年4月20日 | 小松原庸子（スペイン舞踊家）                               |
| 4  | 2011年4月27日 | 勅使川原郁恵（元ショートトラックスピードスケート日本代表） |
| 5  | 2011年5月4日  | 大徳直美（女探偵）                                         |
| 6  | 2011年5月11日 | 深澤真紀（編集者・コラムニスト）                           |
| 7  | 2011年5月18日 | 柏木裕美（能面アーティスト）                               |
| 8  | 2011年5月25日 | 湯山玲子（著述家・ディレクター）                           |
| 9  | 2011年6月1日  | 舛岡美寿子（企業家・女性成功心理学協会代表理事）           |
| 10 | 2011年6月8日  | 城之内ミサ（音楽家）                                       |
| 11 | 2011年6月15日 | 佐竹美砂（女性実業家・「七山」代表取締役）                 |
| 12 | 2011年6月22日 | たかの友梨（美容家）                                       |
| 13 | 2011年6月29日 | 総集編（全員VTR出演）                                      |

## スタッフ
- 構成：小久保剛
- 音楽：遠藤浩二
- カメラ：久根﨑方昭、三輪将太、友部宜輝
- VE：桃沢武史
- VTR：米山雄飛
- 照明：桶田雅博
- 音声：田口豊
- メイク：池野麻利絵
- 編集：二宮守、本多亨
- MA：小松勇樹
- 協力：テレユース、ハニーバニー
- ロケ協力：BAR ym（バー ウーム）
- ディレクター：山田晃久
- AP：牧原健士
- 総合演出：鈴木浩介（ハニーバニー）
- プロデューサー：宮田誠二（Safari）、小板洋司（ドリマックス）
- 制作協力：ドリマックス、Being Group
- 製作著作：Safari

## 関連番組
- Ryu's Bar 気ままにいい夜